# Marcial Aguiluz Orellana
Marcial Aguiluz Orellana (Juticalpa, Honduras, 3 de septiembre de 1915-Santa Ana, Costa Rica, 4 de mayo de 1986) fue un campesino y dirigente político hondureño nacionalizado costarricense. Fue diputado en dos ocasiones, primero por el Partido Liberación Nacional en el período de 1958 a 1962 y luego por el Partido Acción Socialista en el período 1970-1974.

## Biografía
Aguiluz Orellana nació en Juticalpa, Honduras, el 3 de septiembre de 1915 en la granja de sus padres Pompilio Aguiluz y Evangelina Orellana, hermano de Virgilio, Marina, Elba, Ada y Consuelo. Emigró a México con el afán de estudiar medicina, pero su situación económica lo impidió, abocándose a trabajos humildes. Pudo atestiguar la Revolución Mexicana que influyó en su pensamiento político, emigrando por el istmo centroamericano en trabajos obreros a veces en condiciones muy duras, y uniéndose a grupos de lucha contra las dictaduras de Honduras y El Salvador, hasta llegar a Costa Rica en 1942. Empieza a trabajar para el empresario don Florentino Castro, con cuya hija Daisy Castro Arias contrae matrimonio, para luego administrar y finalmente heredar las haciendas de su suegro en La Lindora de Santa Ana.
En 1948 participa del bando revolucionario que se subleva contra Rafael Calderón Guardia liderado por José Figueres Ferrer del Ejército de Liberación Nacional y que combatía a las fuerzas calderonistas y comunistas aliadas al gobierno. Una vez terminada la guerra en la cual ganaron las fuerzas rebeldes, Aguiluz también ayudaría a defender el territorio costarricense de los intento de invasión de los calderonistas y somocistas en 1948 y en 1955.
Aguiluz sería diputado del Partido Liberación Nacional electo en 1958, pero luego rompería con ese partido y fundaría el Partido Acción Socialista (PASO) con los líderes comunistas como Manuel Mora Valverde, su hermano Eduardo y Arnoldo Ferreto Segura, a pesar de haber combatido contra ellos durante la guerra. Sería diputado del PASO en la primera bancada de ese partido, junto a Manuel Mora, en 1970.
Aguiluz donaría parte de su propiedad para la creación del Hogar de Rehabilitación para niños enfermos de poliomielitis que abrió sus puertas el 9 de septiembre de 1962 bajo el cuidado de las Hermanas de la Caridad. Transformó sus haciendas en un centro turístico accesible a personas de todas las clases sociales. También donó el terreno donde se construyó el Salón Comunal y centro de deportes del distrito de Pozos que lleva su nombre. Fue declarado Hijo Predilecto del Cantón por la Municipalidad de Santa Ana el 29 de agosto de 1982.

## Fallecimiento
Falleció en Santa Ana, Costa Rica, el 4 de mayo de 1986 a los 70 años de edad.